# 교황 세베리노
교황 세베리노(라틴어: Severinus PP, 이탈리아어: Papa Severino)는 제71대 교황(재위: 640년 5월 28일 - 640년 8월 2일)이다.

## 교황 선출과 콘스탄티노폴리스와의 대립
《교황 연대표》에 따르면, 세베리노는 로마 태생으로 아비에누스의 아들이라고 한다. 부친의 이름으로 보건대 로마 원로원 의원의 후손으로 추정된다. 아비에누스는 501년 로마의 콘술을 재임하였다.
세베리노는 교황 호노리오 1세가 선종한 지 사흘 만에 후임 교황으로 선출되었다. 638년 10월 세베리노는 자신의 교황 선출에 대한 동로마 제국 황제의 승인을 받기 위해 콘스탄티노폴리스에 사절단을 보냈다. 하지만 동로마 황제 헤라클리우스는 세베리노가 단의설의 신앙고백인 《에크테시스》(Ecthesis)에 서명하지 않았기 때문에 그의 교황 선출을 인준해주려고 하지 않았다. 교황의 사절단은 《에크테시스》에 서명해주면 교황 선출을 인준해주겠다는 헤라클리우스의 요구에 동의하지 않았다. 하지만 그들은 또한 로마 교황좌가 무한정 공백 상태가 되는 것을 염려했다. 고민 끝에 그들은 세베리노에게 헤라클리우스의 요구사항을 전달한 후 어떻게 해결한 것인지 그에게 전적으로 맡겼다.
콘스탄티노폴리스 총대주교 세르기우스 1세는 죽기 전에 단의설을 비판한 예루살렘 총대주교 소프로니오의 서신에 대한 대답으로 《에크테시스》의 초안을 작성하였다. 그리고 교황 호노리오 1세가 선종했다는 소식을 접한 그는 헤라클리우스 황제로 하여금 648년 12월 《에크테시스》를 칙령으로 발표하여 동로마 제국 전역에 널리 확산시키려고 하였다. 헤라클리우스 황제는 군 사령관(magister militum) 에우스타키우스에게 《에크테시스》에 대한 교황의 승인을 받아내라는 특명을 내린 후에 그를 라벤나 총독 이사아키우스에게 보냈다.
그러나 세베리노는 예수 그리스도가 오직 하나의 의지(意志)를 가지고 있다는 단의설의 주장이 담긴 《에크테시스》에 서명하기를 거부하였다. 그러자 라벤나 총독 이사아키우스는 황제의 뜻에 따라 세베리노의 교황 선출을 인가하는 것을 거부하였으며, 이러한 상황은 18개월 넘게 지속되었다. 그동안 이사아키우스는 황제로부터 받은 명령을 달성시키고자 수석비서관(chartoularios) 마우리키우스에게 교황의 관저인 라테라노 궁전을 약탈하여 강제로라도 그가 에크테시스에 동의하게 만들라고 지시하였다. 마우리키우스는 교황에게 불만을 품은 지역 귀족들을 끌어들여 지역 로마군 병사들에게 접근하였다. 마우리키우스와 그와 동참한 지역 귀족들은 병사들에게 교황이 그들에게 급료를 제대로 주지 않을 것이라고 선동하였다. 그리하여 성난 그들은 폭도로 돌변하여 라테라노 궁전을 향해 들이닥쳤다.
세베리노는 폭도들의 공격으로부터 필사적으로 라테라노 궁전을 지켜내려고 하였다. 그러자 마우리키우스는 곧바로 전략을 수정해서 자신과 뜻을 같이 하기로 한 로마 판관들과 함께 사흘만에 라테라노 궁전에 들어가는데 성공하였다. 마우리키우스는 교회 재산 창고를 즉시 개방하고, 라벤나 총독에게 라테라노 궁전에 와서 교회 재산을 마음껏 가져가도 된다는 전언을 보냈다. 마우리키우스가 라테라노 궁전을 점거했다는 소식에 이사아키우스는 속히 라테라노 궁전에 와서 기독교 성직자들을 모조리 추방시키고 8일 동안 교회 재산을 약탈하면서 보냈다. 그리고 약탈한 교회 재산의 일부는 콘스탄티노폴리스에 있는 황제에게도 보냈다.

## 황제의 교황 선출 승인
한편 교황의 사절단은 콘스탄티노폴리스에 계속 체류하면서 세베리노의 교황 선출 승인을 줄기차게 요청하였다. 하지만 헤라클리우스는 세베리노가 에크테시스에 서명하기 전까지는 그의 선출을 승인해줄 수 없다면서 계속 거부하였다. 세월이 흘러 헤라클리우스는 건강이 악화되어 서서히 죽어갔으며, 교황의 사절단은 여전히 태도를 굽히지 않고 있었다. 헤라클리우스는 마지막으로 단의설에 대한 절충안을 제시했으나, 로마와 콘스탄티노폴리스 모두 이에 반대하였다. 결국 지칠 대로 지친 헤라클리우스는 세베리노의 강력한 저항에 좌절하여 단의설을 인정하라는 자신의 요구를 철회하게 되었다.
헤라클리우스는 교황 사절단의 요청을 받아들여 세베리노의 교황 선출을 승인하였다. 교황 사절단은 그 즉시 로마로 돌아가서 이 소식을 알려주었다. 세베리노는 마침내 640년 5월 28일 교황으로 즉위하였다. 한편 이사아키우스는 서둘러 라벤나로 철수하였다.

## 교황으로서의 활동과 죽음
세베리노는 교황으로서 《에크테시스》를 거부하고 단죄하였다. 시노드를 소집한 그는 “예수 그리스도는 신성(神性)과 인성(人性)을 모두 가지고 있으며, 어느 한쪽에 치중되어 있지 않다”고 선언하였다. 또한, 그는 성 베드로 대성전의 훼손된 모자이크들을 복구하도록 지시하였다. 안타깝게도 세베리노는 교황으로 선출되었을 때 이미 나이가 많았으며, 그의 재위기간은 고작 2개월에 불과하였다. 세베리노는 640년 8월 2일에 선종하였다.
《교황 연대표》에 기록된 바에 따르면, 친절하고 관대하며 온화하고 거룩한 사람이었던 세베리노는 성직자들을 물심양면으로 많이 도와주었으며, 가난한 사람들의 친구였다고 한다.